# Gottfried Trachsel
Pour les articles homonymes, voir Trachsel.
Gottfried Trachsel, né en 1907 et mort en 1974, est un cavalier suisse de dressage.

## Carrière
Lors des Jeux olympiques d'été de 1952 à Helsinki, il termine quatrième de l'épreuve individuelle et remporte la médaille d'argent par équipe. Lors des Jeux olympiques d'été de 1956 à Stockholm, il prend la médaille de bronze par équipe.